# 范崇凯
范崇凱（？—？），字金卿，內江市東興區人。
開元四年（716年）丙辰科狀元。善屬文，下筆千言立，文思機敏。唐玄宗曾命作《華萼樓賦》，廣受好評。與其弟范元凱齊名，时称“梧酮双凤”。